# O Capital, Livro II

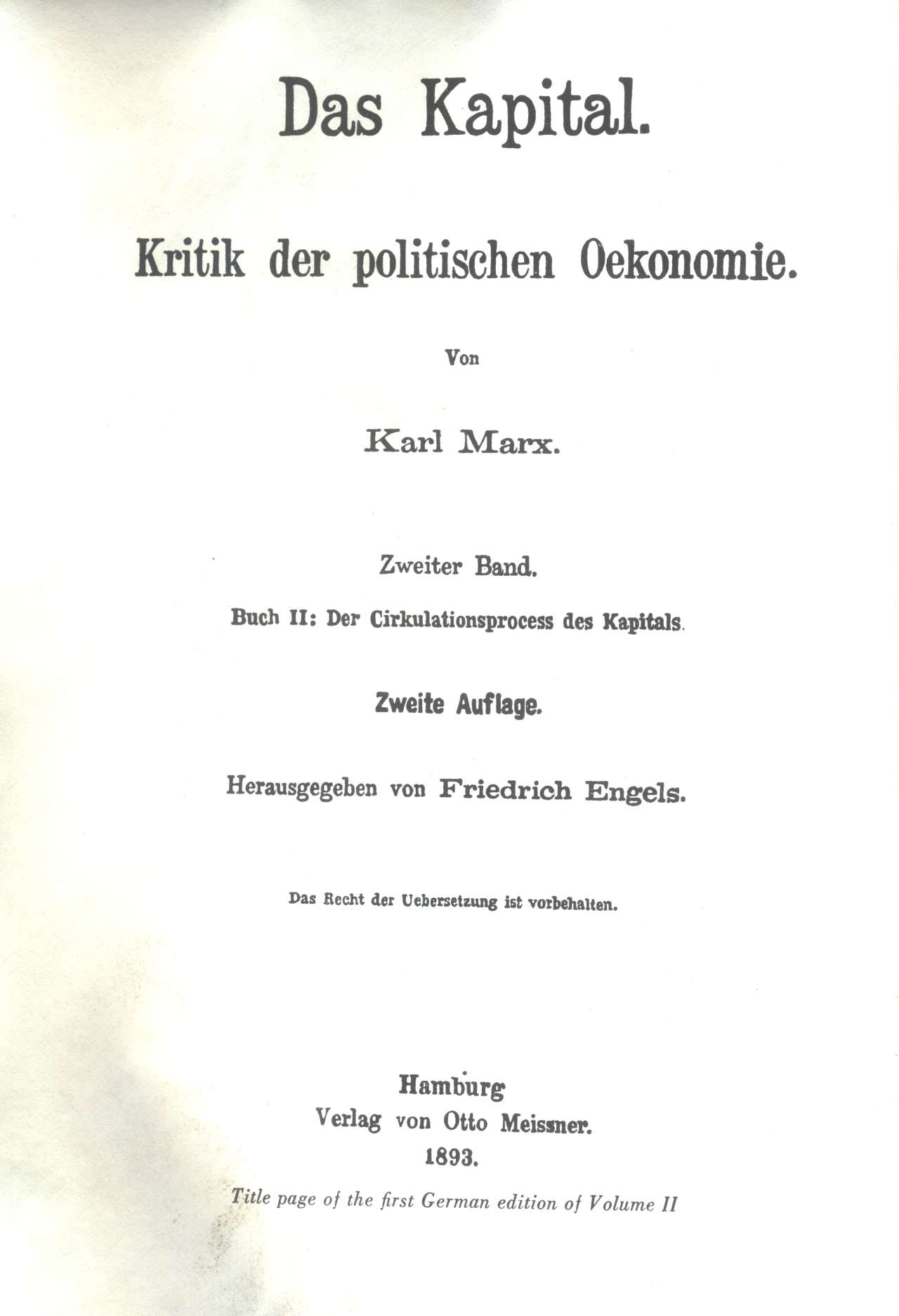
O Capital, Livro II.

O Capital, Livro II, subtítulo O Processo de Circulação do Capital, é o segundo dos três livros de O Capital: Crítica da Economia Política de Karl Marx, publicado postumamente por seu companheiro Friedrich Engels em 1885 a partir de manuscritos e notas de Marx.
Segundo Engels na primeira frase do Prefácio da primeira edição, "Foi árdua a tarefa de preparar para a impressão o livro segundo de O Capital, de modo a ficar ele obra coerente e o mais possível acabada, e, além disso, obra exclusiva do autor e não do editor [...]"

## Conteúdo
Além de prefácios de Engels (da primeira e da segunda edição), este segundo livro abarca três partes:
- Parte Primeira: As Metamorfoses do Capital e o Ciclo Delas
- Parte Segunda: A Rotação do Capital
- Parte Terceira: A Reprodução e a Circulação de Todo o Capital Social

## Traduções brasileiras
Abaixo, algumas traduções brasileiras diretamente da língua alemã para o português:
- O Capital. Crítica da Economia Política. Livro Segundo: O Processo de Circulação do Capital, tradução de Reginaldo Sant'Anna, Difel Editorial, 1984.
- O Capital [Livro 2]. Crítica da economia política. O processo de circulação do capital, Boitempo Editorial, 2014. Tradução de Rubens Enderle. ISBN 9788575593905